# 学校法人太田国際学園
学校法人太田国際学園（がっこうほうじんおおたこくさいがくえん）は、群馬県太田市に位置するぐんま国際アカデミーの設置者。

## 沿革
- 2003年
  - 4月21日 - 第1回構造改革特別区域計画にて、特別区域法に基づき、太田外国語教育特区が第1号に認定。
  - 11月1日 - 学校法人太田国際学園設立準備委員会の設置。
- 2004年
  - 4月5日 - プレスクール開校。
  - 12月24日 - 太田市長より、学校法人太田国際学園の設立・ぐんま国際アカデミー（初等部・中等部）の設置を認可。
- 2005年
  - 4月1日 - ぐんま国際アカデミー初等部開校。
- 2008年
  - 4月1日 - ぐんま国際アカデミー中等部開校。
  - 7月9日 - 太田外国語教育特区の認定取消。